# Helena del Regne Unit
Helena del Regne Unit, princesa de Schleswig-Holstein (Londres 1846 - 1923). Filla de la reina Victòria I del Regne Unit i del príncep Albert de Saxònia-Coburg Gotha. Des de la mort del seu pare l'any 1861 es mantingué al costat de la seva mare tenint un paper important a la cort britànica. Fou coneguda amb el nom de Lenchen.
L'any 1866 es casà amb el príncep Cristià de Schleswig-Holstein fill del duc Cristià August II de Schleswig-Holstein-Sonderburg-Augustenburg i de la comtessa Lluïsa Sofia Danneskjold-Samsøe. El casament implicà una enorme disputa en el si de la família reial britànica, mentre la princesa reial Victòria del Regne Unit, reina de Prússia i el seu espòs el futur kàiser Frederic III de Prússia recolzaven el matrimoni, ja que el duc Augustenburg era el principal candidat a ocupar el tron de Schleswig i Holstein en contra de Bismark (aquí tot es barrejava amb els antogonismes interns de la casa reial prussiana; la princesa de Gal·les Alexandra de Dinamarca i el seu espòs el futur rei Eduard VII del Regne Unit estaven en contra de les demandes dels Augustenburg perquè creien que els ducats eren danesos i en conseqüència del pare de la princesa de Gal·les. La parella que es conegué a Coburg el 1866 es casà a la Capella Privada de Castell de Windsor el mateix any i tingueren quatre fill que arribaren a la vida adulta:
- Sa Altesa el príncep Cristià Victor de Schleswig-Holstein nascut l'any 1867 a Londres i mort l'any 1900.
- SA Albert de Schleswig-Holstein nascut a Londres el 1868 i mort el 1931.
- SA Helena Victòria de Schleswig-Holstein nascuda a Windsor el 1870 i morta a Londres el 1948.
- SA la Maria Lluïsa de Schleswig-Holstein, princesa d'Anhalt nascuda a Windsor el 1872 i morta a Londres el 1956, es casà el 1891 amb el príncep Eribert d'Anhalt del qual es divorcià el 1900 a causa de la seva homosexualitat.

Va portar una vida bastant retirada de la vida pública però mantingué uns certs deures reials vinculats amb associacions a les quals pertanyia com la de "Dones cristianes britàniques". Morí el 1923 a Londres i fou enterrada a Castell de Windsor.